# Ramulus bicolor
Ramulus bicolor är en insektsart som först beskrevs av Carl 1913.  Ramulus bicolor ingår i släktet Ramulus och familjen Phasmatidae. Inga underarter finns listade i Catalogue of Life.